# Piast (piwo)

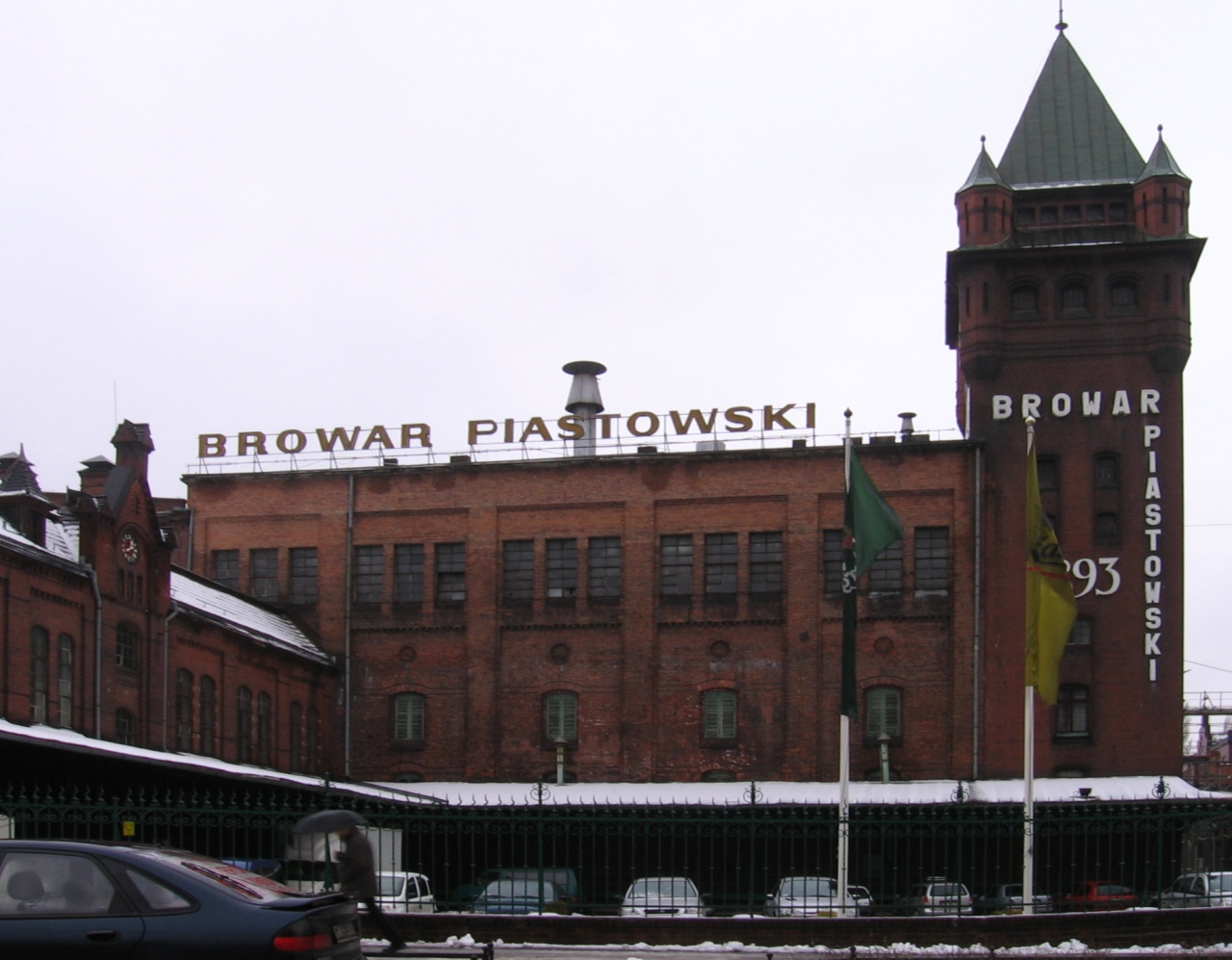
Browar Piastowski w 2005

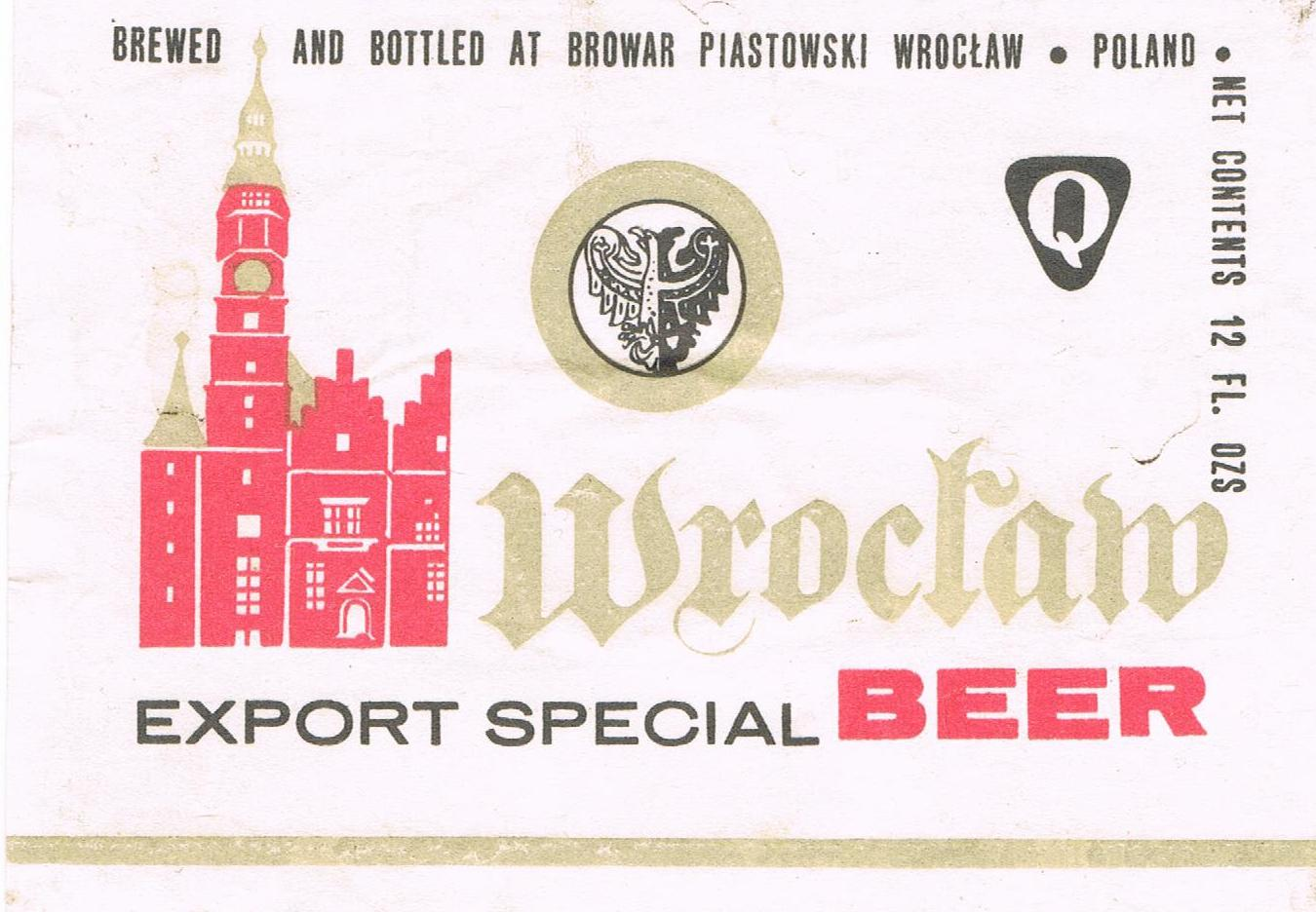
Piwo Piast – etykieta

Piast – marka piwa wytwarzana przez browary wchodzące w skład koncernu Carlsberg Polska (m.in. browary Okocim oraz Bosman).
Piwo pierwotnie warzone było przez Browar Piastowski we Wrocławiu, przekształcony potem we Wrocławskie Zakłady Piwowarsko-Słodownicze, a następnie w Browary Dolnośląskie Piast SA. Po likwidacji Browaru Piastowskiego produkcję piwa przeniesiono do Okocimia.
Marka historycznie i kulturowo związana i kojarzona jest z Dolnym Śląskiem. Stanowi symbol lokalnego piwowarstwa, była głównym produktem Browaru Piastowskiego.

## Nagrody i wyróżnienia
- 2000: Piast Beczkowe zdobyło złoty medal międzynarodowego konkursu World Beer Cup
- 2009: Piast Mocne zdobyło złoty medal w konkursie Monde Selection[1]